# Setmana dels barbuts

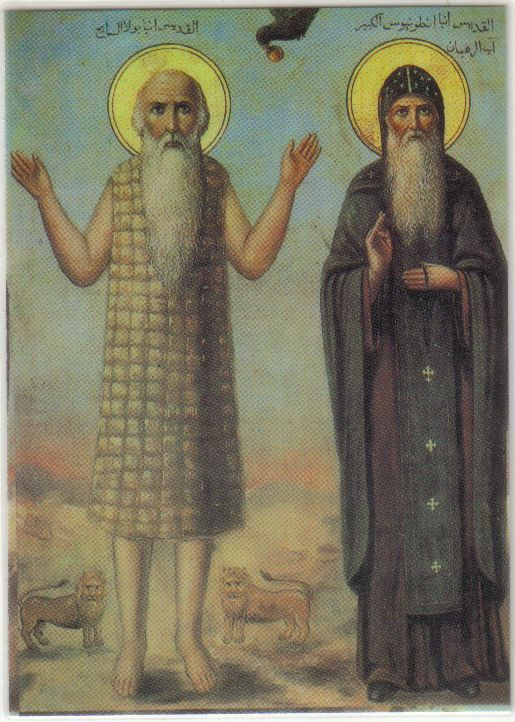
Icona copta, amb sant Pau ermità i sant Antoni abat.

En la tradició catalana, la setmana dels barbuts és la que inclou els dies 15 i 17 de gener, corresponents a les celebracions de sant Pau l'Ermità i sant Maur Abat, el 15, i sant Antoni Abat, el 17. Aquesta denominació prové del fet que aquests tres sants són representats en la iconografia lluint llargues i espesses barbes blanques que s'associen amb la neu i el fred.
El dia 12 de gener, amb la festa de Sant Elred abat, ens trobem ja a les portes de la “Setmana dels barbuts” i així ho diu la dita "Per Sant Elred, arriba el fred". La tradició també inclou, per davant, sant Hilari, el dia 13, i pel darrere: sant Fructuós, que té la seva diada el dia 21, i sant Vicenç màrtir, el dia 22.
Altres sants barbuts que se celebren aquests dies són sant Bonet i sant Efisi de Sardenya (15 de gener) i sant Canut (19 de gener) però no han assolit la importància popular dels anteriors. Una excepció és sant Sebastià (20 de gener) que se celebra en moltes poblacions i se'l cita en dites populars d'aquests dies sobre el tema del fred, però en realitat mai se'l representa amb barba blanca.
Tradicionalment aquesta època és considerada la més freda de l'any, creença confirmada a Catalunya per la meteorologia.
Hi ha un reguitzell de dites populars que hi fan referència:
- La setmana dels barbuts, setmana d'esternuts.
- Per sant Elred (12 gener), arriba el fred.
- Quan venen els tres barbuts, venen els freds cascarruts.
- Per la setmana dels barbuts governen els tres germans: tos, moquina i amagamans.
- Entre sant Antoni i sant Sebastià, més fred que entre tot l'any fa.
- Per sant Antoni fa un fred del dimoni.
- Per sant Antoni gelades, i per sant Llorenç calorades.
- Per sant Sebastià fa un fred que no es pot aguantar.
- Per Sant Sebastià, tramuntana a l'Empordà.
- Sant Pau bromic troba Sant Antoni, Sant Antoni allarga la mà i troba Sant Sebastià, Sant Sebastià reganya les dents i troba Sant Vicenç, Sant Vicenç rosega les crostes i troba Carnestoltes, Carnestoltes dura tres dies, vet aquí Sant Maties, tant de nit com de dia.
- Sant Antoni el gela, Sant Vicenç el mata i la Candelera l'enterra